# Rhododendron boothii
Rhododendron boothii là một loài thực vật có hoa trong họ Thạch nam. Loài này được Nutt. miêu tả khoa học đầu tiên năm 1853.

## Hình ảnh

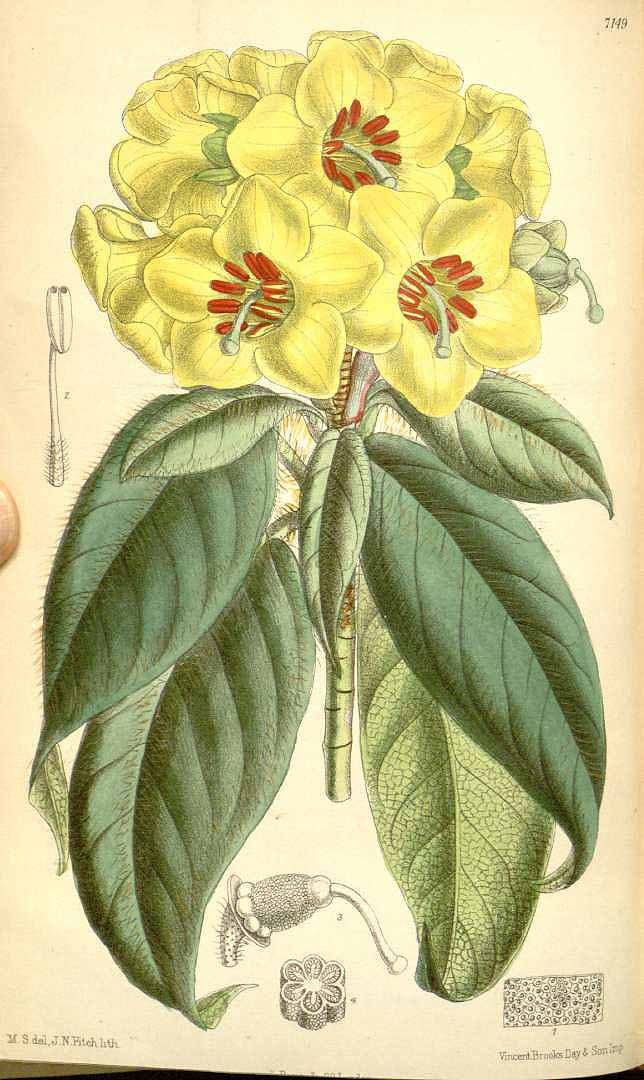